# Údolní nádrž Vrané
Údolní nádrž Vrané är en reservoar i Tjeckien.   Den ligger i regionen Mellersta Böhmen, i den centrala delen av landet, 18 km söder om huvudstaden Prag. Údolní nádrž Vrané ligger 202 meter över havet. Arean är 0,78 kvadratkilometer. I omgivningarna runt Údolní nádrž Vrané växer i huvudsak blandskog. Den sträcker sig 3,0 kilometer i nord-sydlig riktning, och 1,3 kilometer i öst-västlig riktning.
Följande samhällen ligger vid Údolní nádrž Vrané:
- Vrané nad Vltavou (1 922 invånare)
- Měchenice (588 invånare)